# Diogo Alves
Diogo Alves (en español: Diego Álvarez; Samos, Galicia, 1810 – Lisboa, Portugal, 19 de febrero de 1841) fue un asesino y ladrón hispanoluso que fue ejecutado por masacrar a cinco personas durante un robo en 1839.
Por más de un siglo, Alves fue sujeto de una leyenda urbana muy extendida que aseguraba que había asesinado a 70 personas entre 1836 y 1840 en el área del Acueducto de las Aguas Libres, ganando por tanto el apodo de "Asesino del acueducto". Sin embargo, en 2025, una investigación histórica liderada por Miguel Carvalho Abrantes, comprobó que Alves nunca fue señalado o juzgado por las muertes que se le adjudican, con excepción del quíntuple homicidio por el que fue ejecutado.

## Biografía
Se sabe poco sobre los primeros años de Diogo Alves. Probablemente nació alrededor de 1810 en Galicia, España. A finales de la década de 1830, se había establecido en Lisboa, trabajando como cochero. Tuvo una relación sentimental con Gertrudes Maria, una posadera conocida como "Parreirinha", con quien convivió esporádicamente.

### Carrera criminal
En octubre de 1839, Alves fue arrestado y acusado del robo y asesinato de cinco personas en el domicilio del Dr. Pedro de Andrade. Cuatro de las víctimas eran miembros de una misma familia que vivía bajo el cuidado del médico: Maria da Conceição Correia Mourão, su hijo José Elias y sus hijas Emília y Vicência. La quinta víctima fue el mayordomo del médico, Manuel Alves.
Alves fue condenado a muerte y ejecutado el 19 de febrero de 1841 en el Cais do Tojo de Lisboa.
Según documentos judiciales e informes de prensa de la época, no se presentaron acusaciones contra Alves por ningún delito cometido en el acueducto. Ni la acusación pública (Libelo de Acusação Pública) ni la sentencia judicial de 1840 (Acórdão da Relação) mencionan el acueducto ni ninguna supuesta serie de asesinatos.

### La cabeza preservada
Se ha asegurado que una cabeza expuesta en la Facultad de Medicina de la Universidad de Lisboa pertenece a Alves. Sin embargo, el investigador Miguel Carvalho Abrantes asegura que esto es casi con toda seguridad falso. La cabeza no guarda ningún parecido físico con imágenes contemporáneas de Alves; el método de preservación (formaldehído) no se utilizó hasta décadas después de su muerte; y el catálogo del museo se perdió en un incendio en 1978.

## La leyenda del "Asesino del Acueducto"
La relación de Alves como los llamados "Asesinatos del Acueducto" surgió solo después de su muerte. Ninguna fuente literaria, jurídica o periodística contemporánea lo identificó con ese apodo ni se lo asoció con asesinatos similares durante su vida.
Las dos primeras obras ficticias sobre Alves, publicadas en 1841, que son: un panfleto poético (O Suplício de Diogo Alves) y un diálogo ficticio (Conversação noite...), lo describen como el asesino de cinco personas solamente. El primer texto que lo menciona como el asesino de los acueductos fue Vida e Morte de Diogo Alves de Francisco António Martins Bastos, la cual se considera una obra ficticia.
Las repetidas muertes relacionadas con el Acueducto de las Aguas Libres sí fueron reales, pero continuaron hasta 1843, dos años después de la muerte de Alves, y el sitio no fue cerrado completamente hasta 1852. Nunca se comprobó que se tratara de una serie de asesinatos, siendo consideradas, en su mayoría, como suicidios.